# Георгий Вернадски
Георгий Вернадски е роден в Русия американски историк. Автор е на множество книги по руска история.

## Биография
Вернадски е роден на 20 август 1887 в Санкт Петербург и произхожда от уважавано семейство сред руската интелигенция. Баща му Владимир Вернадски е руски академик естествоизпитател. През 1905 г. Вернадски е приет в Московския университет (където баща му е професор), но заради започващата революция се налага да прекара следващите две години в Германия, където учи в университета на Фрайбург и Хумболтовия университет на Берлин, възприемайки доктрините на Хайнрих Рикерт.
Връщайки се в Русия, Вернадски подновява следването си в историко-филологическия факултет на Московския университет и през 1910 г. завършва с отличие. Негови преподаватели са Роберт Виппер и Василий Ключевский. Младият учен се мести в университета на Санкт Петербург, където преподава през следващите седем години и получава магистърска степен след защита на дисертация за влиянието на масонството върху Руското просвещение (на руски: Русское масонство в царствование Екатерины II). В политически план Вернадски подкрепя либералните идеи. През годините на гражданската война Вернадски преподава за една година в университета на Перм, след това в университетите на Киев и Симферопол. След победата на болшевиките през 1920 г. Георгий Вернадски напуска родината си и се установява в Прага, където преподава в руското юридическо училище към Карловия университет. Тук заедно с Николай Трубецкой формулира евразийството от гледна точка на руската история. След смъртта на Кондаков той поема неговите семинари и разпространява вижданията си за руската култура като синтез от славянско, византийско и номадно влияния.
През 1927 г. постъпва в Йейлския университет като специалист по история на Русия. През 1946 година става професор по руска история в Йейл. Пенсионира се през 1956 година.
Умира на 12 юни 1973 г. в Ню Хейвън, САЩ.